# Alistra myops
Alistra myops är en spindelart som först beskrevs av Simon 1898.  Alistra myops ingår i släktet Alistra och familjen panflöjtsspindlar.
Artens utbredningsområde är Filippinerna. Inga underarter finns listade i Catalogue of Life.